# Broadway (Worcestershire)
Broadway – wieś w Anglii, w hrabstwie Worcestershire, w dystrykcie Wychavon. Leży 30 km na południowy wschód od miasta Worcester i 134 km na północny zachód od Londynu.
W pobliżu wsi znajduje się wieża Broadway Tower.